# Piazza Guglielmo Oberdan (Firenze)
Piazza Gugliemo Oberdan è una piazza di Firenze, situata appena oltre il confine dei centro storico, delineato dai viali di Circonvallazione, verso est.

## Storia
Dedicata al patriota triestino Guglielmo Oberdan dal 1919, la piazza era in precedenza dedicata al filosofo Giordano Bruno, al quale resta comunque intitolata una delle vie che la delimitano.
Negli ultimi venti anni del secolo scorso ha vissuto un periodo di degrado, anche dovuto alla presenza, lungo il perimetro delle aiuole, di siepi che offrivano protezione dalla vista dei passanti a chi fosse all'interno del giardino. Con l'eradicazione delle siepi e la restituzione delle aiuole a manto erboso tale problema è stato fondamentalmente risolto.
Nella prima metà del 2009 la piazza è stata oggetto di un'ulteriore operazione di riqualificazione, con la sua ripavimentazione, la sostituzione degli arredi esistenti (panchine, fioriere) e l'installazione di un nuovo impianto di illuminazione che ha contribuito a garantire una più sicura fruibilità della piazza.

## Descrizione
La piazza, posta a breve distanza da Piazza Beccaria, è frutto della disposizione urbanistica ottocentesca dei quartieri attorno al centro storico: ha una forma esagonale regolare e vi immettono radialmente sei strade secondo un disegno regolare.
Al suo interno contiene un piccolo giardino al cui centro campeggia un monumento, opera dello scultore Ugo Cipriani, concepito come un'erma sormontata dal busto di Oberdan. La targa apposta riporta la dedica "Ai martiri triestini, gli studenti fiorentini, XX-XII MCMXIX".
GUGLIELMO OBERDAN

MORTO SANTAMENTE PER L'ITALIA

TERRORE AMMONIMENTO RIMPROVERO

AI TIRANNI DI FUORI

AI VIGLIACCHI DI DENTRO

Vi si trova inoltre una trascrizione completa del bollettino della Vittoria del 4 novembre 1918:
La piazza è percorsa dalla linea autobus di trasporto pubblico ATAF 6 che la collega al centro della città ed alla zona di Soffiano (6 Coverciano-Via Novelli <=> Ospedale Torregalli) e vi si affacciano numerose attività commerciali.